# Anna Zakrzewska
Anna Bożena Zakrzewska (Toruń, 24 december 1925 – Warschau, 11 augustus 1944) was een Pools verpleegster en verzetsstrijdster, verbonden aan het Bataljon Zośka en de Armia Krajowa. Zakrzewska stond bekend onder de schuilnaam Hanka Biała. Ze sneuvelde op achttienjarige leeftijd tijdens gevechten in Warschau.

## Biografie
Zakrzewska was de dochter van Jan en Irena Stefania Łoskiewicz. Tijdens de Duitse bezetting van Polen sloot ze zich aan bij de ondergrondse jeugdbeweging Szare Szeregi. Ze volgde een medische en militaire opleiding en diende vervolgens binnen de sabotage-eenheid Brygada Dywersyjna Broda 53 van het Binnenlandse Leger. Ze maakte deel uit van de vrouwelijke eenheid "Oleńka", geleid door Zofia Krassowska.
Tijdens de Opstand van Warschau werkte ze als verpleegster in het peloton "III Felek" van het bataljon Zośka in de wijk Wola. Ze verleende eerste hulp onder vijandelijk vuur, ondersteunde evacuaties en hielp bij communicatie tussen eenheden.

## Dood
Op 11 augustus 1944 werd Zakrzewska dodelijk getroffen in de omgeving van de Kolskastraat, terwijl ze terugkeerde van een missie bij de school aan de Spokojnastraat. Haar opoffering wordt gezien als een voorbeeld van vrouwelijke heldhaftigheid tijdens de opstand.

## Herdenking

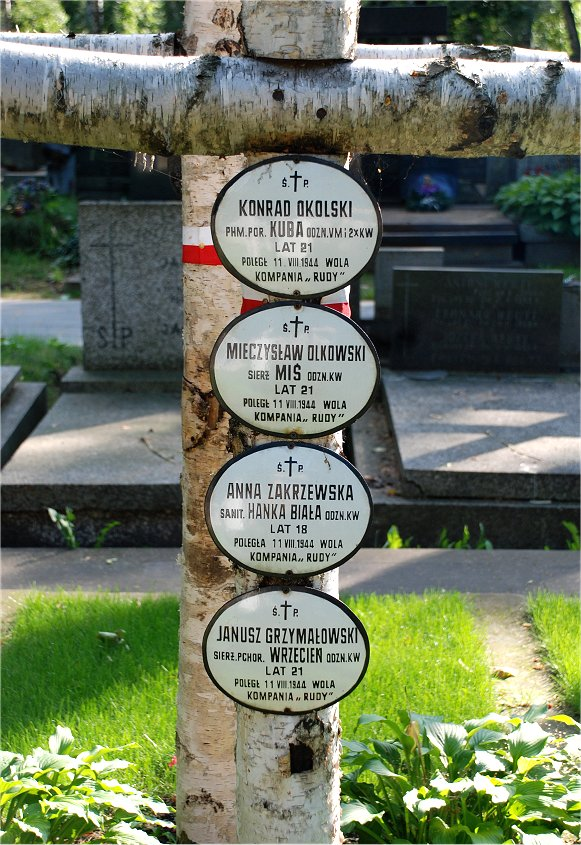
Monument voor Anna Zakrzewska en drie andere leden van het Bataljon Zośka.

Zakrzewska’s biografie is opgenomen in de collectie „Biogramy Powstańcze” van het Museum van de Opstand van Warschau. Ze wordt herinnerd als een icoon van moed en spirituele kracht in de strijd voor vrijheid.